# 험프리 통킨

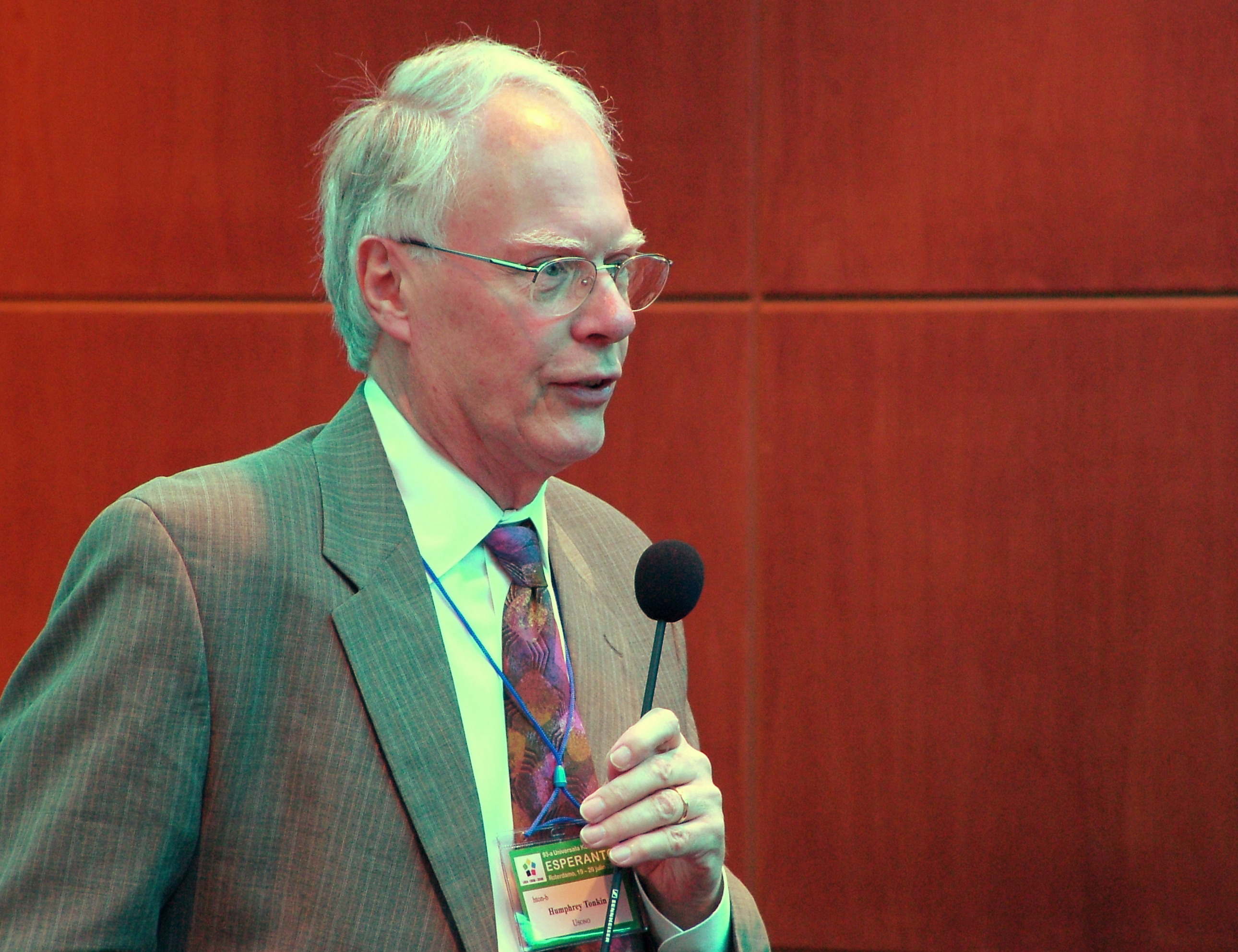
로테르담의 세계 에스페란토대회에서 강연하는 험프리 통킨

험프리 리처드 통킨(영어: Humphrey Richard Tonkin, 1939년 12월 2일 ~ )은 영국에서 태어나 미국에서 활동하는 에스페란티스토이며, 세계 에스페란토 청년 단체와 세계 에스페란토 협회의 회장을 역임했다.
현재 미국 하트퍼드 대학교 영문학 교수이며, 셰익스피어 문학의 전문가로 유명하다.

## 생애
통킨은 영국 케임브리지 대학교를 졸업하고 미국 하버드 대학교에서 박사 학위를 취득했다. 후에 미국 하트포드 대학교에서 총장직을 맡으며 유명한 여름 에스페란토 강좌를 열기도 했다.
통킨은 1956년 에스페란티스토가 되었고, 영국 에스페란토 청년회의 창립자 중 하나이다. 1961년~1971년 세계 에스페란토 청년 단체의 임원이었으며, 그 중 1969년~1971년에는 회장직을 맡았다. 1963년에 세계 에스페란토 청년 단체의 회계로 일하면서 청년 잡지 《접촉》(에스페란토: Kontakto 콘탁토)을 창간하였고, 《접촉》의 첫 번째 편집자가 되었다.
1974년 독일 함부르크에서 열린 제59회 세계 에스페란토 대회에서 세계 에스페란토 협회 위원회는 당시 회장이었던 이보 라페나의 후임으로 통킨을 선출하였다. 통킨은 1974년~1980년 세계에스페란토협회 회장으로 일했고, 1986년~1989년 다시 회장직을 맡았다. 2001년~2004년에는 부회장으로서 임원에 소속되어 일했다. 통킨은 '에스페란토학 재단(Esperantic Studies Foundation)'의 이사장이며 산마리노 국제 과학 아카데미의 정회원이다. 그밖에 통킨은 세계 에스페란토 청년 단체의 명예 회장이며 세계 에스페란토 협회의 명예 후원 위원이다.